# الدارين (خولان)

تعديل مصدري - تعديل

الدارين هي إحدى قرى عزلة بني شداد بمديرية خولان التابعة لمحافظة صنعاء، بلغ تعداد سكانها 254 نسمة حسب تعداد اليمن لعام 2004.